# Francesco Masciarelli
Francesco Masciarelli (Pescara, 5 mei 1986) is een Italiaans voormalige wielrenner. Hij reed tot en met 2012 voor de Kazachse wielerploeg Astana. Zijn vader, Palmiro Masciarelli is teambaas bij deze ploeg. Zijn beide broers Simone Masciarelli en Andrea Masciarelli zijn ook profwielrenners die rijden voor Acqua & Sapone.
In de Giro van 2009 werd hij 17e en werd daarmee ook 2e in het jongerenklassement na de Belg Kevin Seeldraeyers.

## Ziekte
Vanaf 2011 komt Masciarelli uit in de UCI ProTour bij het Kazachse Astana. Op 7 juni 2012 werd bekend dat bij hem een tumor in de hypofyse werd ontdekt. Hierdoor moet hij voorlopig stoppen met wielrennen.

## Belangrijkste overwinningen
2007
- 3e etappe Ronde van Japan
- 4e etappe Ronde van Japan
- 5e etappe Ronde van Japan
- Eindklassement Ronde van Japan

2008
- Ronde van Lazio

2010
- 5e etappe Ronde van de Middellandse Zee

## Resultaten in voornaamste wedstrijden
| Jaar | Ronde van Italië | Ronde van Frankrijk | Ronde van Spanje |
| ---- | ---------------- | ------------------- | ---------------- |
| 2008 |                  |                     |                  |
| 2009 | 14e              |                     |                  |
| 2010 | opgave           |                     |                  |
| 2011 | opgave           |                     |                  |

| Jaar | Luik-Bast.‑Luik | Ronde van Lombardije |  | Wereldranglijsten |
| ---- | --------------- | -------------------- |  | ----------------- |
| 2008 |                 | 32e                  |  |                   |
| 2009 |                 | 15e                  |  | 175e (UWK)        |
| 2010 | 34e             |                      |  |                   |
| 2011 |                 |                      |  |                   |